# Epimecis carbonaria
Epimecis carbonaria är en fjärilsart som beskrevs av Haimbach 1915. Epimecis carbonaria ingår i släktet Epimecis och familjen mätare. Inga underarter finns listade i Catalogue of Life.